# 天野梢
天野梢（日語：、1974年5月26日—）是日本的女漫畫家。埼玉縣出身。

## 簡歷
1993年《EARTH》第六回新人大賞佳作、Big Step受賞。
1994年《前夜祭》（《Fresh GunGun》春季臨時號）初次亮相。

## 人物
- 擅長描寫時間緩慢流逝的幻想作品。
- 將作品角色眼睛的表情畫得十分精巧，可以表現出表情。
- 在ENIX家族爭議時移籍到mag-garden。
- 除了在商業雜誌上連載外，也有在同人誌上執筆作畫。
- 單行本上的作者近照都是她飼養的貓，甚至以貓的名字（ARIA）作為作品的標題，愛貓的事蹟眾所周知。
- 與聲優齋藤千和是好友。
- 興趣是購物、玩遊戲（勇者鬥惡龍、最終幻想、Mother系列）。
- 特技是站著睡覺。
- 口頭禪是「（Gyāsu!!）」。
- 2010年發表懷孕的消息，2012年在生產以及育嬰告一段落後回歸職場。

## 作品列表

### 漫畫
台灣中文版由東立出版社正式授權出版
- 浪漫俱樂部（日语：浪漫倶楽部）（全6集）
- 夢空界（短篇集，中文版由）

收錄有「前夜祭」、「小草莓大混亂」、「剎那之夏」、「小小聖誕節」和「夢空界」。
- 空之歌（第二本短篇集）

收錄有「空之歌」、「魔法郵便屋」、「ANGEL VOICE」和「地球」。
- 向日葵（第三本短篇集）

有收錄「陽光般的笑容」、「魔法向日葵」、「小確幸」、「秋色進行曲!」、「角狂想曲」
- 魔音戰士（日语：クレセントノイズ）（全6集）
- 太陽笑顔 - 少女漫畫短篇集。收錄「太陽笑顏」「魔法的向日葵」「秋色進行曲」「魚兒狂想曲」。（以上皆暫譯）
- AQUA（全2集）
- ARIA（全12集）
- 藍海少女！（全17集）
- Colori Colore Creare(連載中）

### 其他
- Kozue World - 明信片書
- ARIA Pure Miamu 明信片書- A2大小的大型書
- Alpha - 畫集
- Stella - 第2本畫集
- Cielo - 第3本畫集
- Birth - 第4本畫集
- 烏龍派出所連載30年的紀念賀稿
- 插畫的寄稿
- 插畫寄稿
- 三月的狮子第28话结束卡插图

### 新裝版
《浪漫俱樂部》、《夢空界》、《天空的謳》、《AQUA》的新裝版有以下的變動：
- 封面、大小與故事順序的變動。
- 刪除書末（懶人俱樂部）
- 《AQUA》2集 - 刪除「奧賽羅棋」，增加新繪的兩篇作品。

## 助手
- 東麻由美
- 松葉博
- 手代木史織
- 五條さやか

## 外部連結
- twitter @aquaria2go （页面存档备份，存于）